# Gametangio
Un gametangio es un órgano o célula en el cual se producen los gametos de numerosos protistas, algas, hongos y el gametofito de plantas. A diferencia de la gametogénesis en animales, un gametangio es una estructura haploide y la formación de gametos no implica meiosis.

## Tipos de  gametangios
Dependiendo del tipo de gameto producido, se pueden distinguir distintos tipo de gametangios.

### Femenino
Los gametangios femeninos se denominan Arquegonios. Produce la ovocélula y en él tiene lugar la fertilización. Los arquegonios son comunes en algas, en ciertos briófitos y algunas plantas vasculares como helechos y licopodios así como en gimnospermas. En las angiospermas, la estructura equivalente es el saco embrionario en el interior del óvulo.

### Masculino
Los gametangios masculinos se denominan anteridios. Producen los espermatozoides que son liberados para la fertilización del óvulo. Los anteridios que producen gametos no móviles se denominan espermatangios. Algunos anteridios no liberan los espermatozoides. Por ejemplo, el anteridio de oomycota es un sincitio con numerosos núcleos espermáticos y la fertilización ocurre a través de tubos que crecen a partir del anteridio hasta contactar con los óvulos. Los anteridios son comunes en los gametofitos de briofitos, helechos, Cycas y Ginkgo. En otras coníferas y angiospermas, la estructura equivalente es el grano de polen.

### Isogamia
En organismos isogámicos, los gametos son similares y no pueden diferenciarse masculinos o femeninos. Por ejemplo, en zigomicetos, dos gametangios (células multinucleadas en el extremo de la hifas) contactan entre sí y se fusionan en un zygosporangio. Dentro del zygosporangio se emparejan los núcleos de cada uno de los gametangios.